# Срђевићи (Гацко)
Срђевићи су насељено мјесто у општини Гацко, Република Српска, БиХ. Према попису становништва из 1991. у насељу је живјело 79 становника. У Срђевићима је рођен херцеговачки војвода Стојан Ковачевић.

## Култура
Црква посвећена светом Николи налази се неколико километара југозападно од Гацка, у гробљу села Срђевићи. Ктитори су јој можда били гатачке војводе Радоје, Петар и Иван Трковић, чија се гробница са натписом који биљежи њихова имена налази у истом селу. Црква је саграђена прије 1598. године, гдје се у једном запису помиње турско насиље и пљачка у цркви у Срђевићима. Храм је страдао 1790. или 1798.године, што је записано у једном минеју из библиотеке Православне епископије у Мостару. Црква у Срђевићима је једнобродна, са полукружном аспидом, благо преломљивим сводом, довратницима од усправљених стећака и, у 19. вијеку дозиданим звоником „на преслицу”. Фреске које датирају из седме или осме деценије 16. вијека, веома су оштећене. Сачували су се дијелови композиције Поклоњење архијереја Христу-агнецу и Богородица Ширшаја небес у олатру, Благовијести на источном, свети Георије на сјеверном и свети Димитрије на јужном зиду.

## Становништво
Према попису становништва из 1991. године, мјесто је имало 79 становника.
| Демографија | Демографија | Демографија |
| Година      | Становника  | Становника  |
| ----------- | ----------- | ----------- |
| 1961.       | 155         |             |
| 1971.       | 118         |             |
| 1981.       | 92          |             |
| 1991.       | 79          |             |

## Знамените личности
- Стојан Ковачевић, српски устаник и хајдучку харамбаша

## Галерија слика
- Црква Светог Николе у Срђевићима, Гацко 2021
- Црква Светог Николе у Срђевићима, Гацко 2021
- Црква Светог Николе у Срђевићима, Гацко 2021
- Црква Светог Николе у Срђевићима, Гацко 2021
- Црква Светог Николе у Срђевићима, Гацко 2021
- Црква Светог Николе у Срђевићима, Гацко 2021
- Црква Светог Николе у Срђевићима, Гацко 2021
- Црква Светог Николе у Срђевићима, Гацко 2021
- Црква Светог Николе у Срђевићима, Гацко 2021
- Црква Светог Николе у Срђевићима, Гацко 2021
- Црква Светог Николе у Срђевићима, Гацко 2021
- Црква Светог Николе у Срђевићима, Гацко 2021
- Црква Светог Николе у Срђевићима, Гацко 2021
- Црква Светог Николе у Срђевићима, Гацко 2021
- Црква Светог Николе у Срђевићима, Гацко 2021
- Црква Светог Николе у Срђевићима, Гацко 2021
- Црква Светог Николе у Срђевићима, Гацко 2021
- Црква Светог Николе у Срђевићима, Гацко 2021
- Црква Светог Николе у Срђевићима, Гацко 2021
- Црква Светог Николе у Срђевићима, Гацко 2021
- Црква Светог Николе у Срђевићима, Гацко 2021
- Црква Светог Николе у Срђевићима, Гацко 2021
- Црква Светог Николе у Срђевићима, Гацко 2021
- Црква Светог Николе у Срђевићима, Гацко 2021
- Црква Светог Николе у Срђевићима, Гацко 2021
- Црква Светог Николе у Срђевићима, Гацко 2021
- Црква Светог Николе у Срђевићима, Гацко 2021
- Црква Светог Николе у Срђевићима, Гацко 2021
- Црква Светог Николе у Срђевићима, Гацко 2021
- Црква Светог Николе у Срђевићима, Гацко 2021
- Црква Светог Николе у Срђевићима, Гацко 2021
- Црква Светог Николе у Срђевићима, Гацко 2021
- Црква Светог Николе у Срђевићима, Гацко 2021
- Црква Светог Николе у Срђевићима, Гацко 2021
- Црква Светог Николе у Срђевићима, Гацко 2021
- Црква Светог Николе у Срђевићима, Гацко 2021
- Црква Светог Николе у Срђевићима, Гацко 2021
- Црква Светог Николе у Срђевићима, Гацко 2021
- Црква Светог Николе у Срђевићима, Гацко 2021
- Црква Светог Николе у Срђевићима, Гацко 2021
- Црква Светог Николе у Срђевићима, Гацко 2021
- Црква Светог Николе у Срђевићима, Гацко 2021
- Црква Светог Николе у Срђевићима, Гацко 2021
- Црква Светог Николе у Срђевићима, Гацко 2021
- Црква Светог Николе у Срђевићима, Гацко 2021
- Црква Светог Николе у Срђевићима, Гацко 2021
- Црква Светог Николе у Срђевићима, Гацко 2021
- Црква Светог Николе у Срђевићима, Гацко 2021
- Црква Светог Николе у Срђевићима, Гацко 2021
- Црква Светог Николе у Срђевићима, Гацко 2021